# Eugène-Gillion de Trazegnies
Eugène-Gillion de Trazegnies (1739-1803) épouse le 7 octobre 1769 Marie-Victoire de Rifflart (1750 - 1806), marquise d'Ittre.

## Généalogie
Eugène-Gillion, troisième fils de Philippe-Ignace, fut créé marquis de Trazegnies d'Ittre le 26 octobre 1777.
Il est le père de Gillion de Trazegnies d'Ittre (1772-1847), 10e marquis de Trazegnies, comte de Bohême, Off Inf Autrichienne, chambellan du roi de Bavière, chambellan du roi Guillaume Ier des Pays-Bas, époux de Constance de Nassau-Corroy (nl).

## Armes
écartelé, au premier et quatrième bandé d'or et d'azur de six pièces, à l'ombre de lion de sable, brochant sur le tout, à la bordure engrêlée de gueules, qui est Trazegnies , au deuxième et troisième de gueules, à la fasce d'argent, accompagnée de trois losanges d'or, deux en chef et un en pointe, qui est de Wissocq . L'écu surmonté d'une couronne à cinq fleurons d'or, soutenu de deux lions de même, et couvert d'un manteau, le revers aux armes ci-dessus, fourré d'hermines.

### Liens externes : châteaux de Belgique

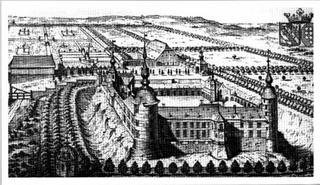
Le Château de Trazegnies au milieu du XVIIe siècle. Gravure de Jacques Harrewyn.

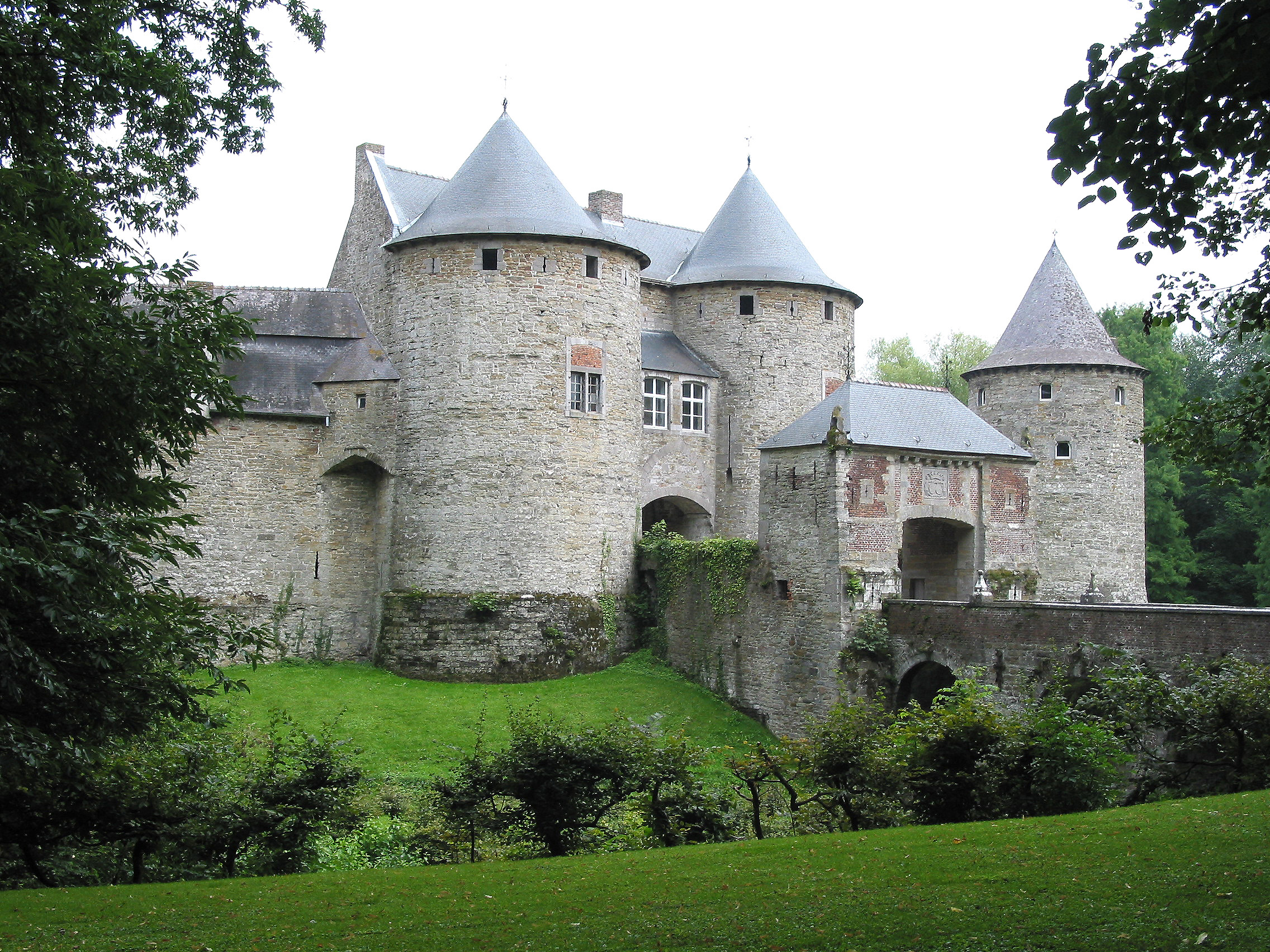
Château de Corroy-le-Château

## Devise
- « Tan que vive »[4]